# Vilijem iz Ockhama
Vilijem iz Ockhama (William of Ockham, tudi Occam, Hockham, angleška izgovorjava: /ˈɒkəm/; latinsko Guilhelmi Ockam ali Guillermi de Ockam, s častnim nazivom »Doctor Invincibilis«, Nepremaglijivi doktor), angleški redovnik in sholastični filozof, * okoli 1288, Ockham, grofija Surrey, Anglija, † okoli 1348.
Poleg Averroesa, Tomaža Akvinskega in Duns Skota velja za enega najvplivnejših filozofov srednjega veka, hkrati pa zaznamuje obdobje konca sholastike. Velja za zagovornika nominalizma, sholastnične filozofske smeri, ki zagovarja obstoj samo posameznosti (partikularij), za splošnosti pa trdi, da se nahajajo samo v imenih, ne pa realno. Vilijem Ockham ne zagovarja najskrajnejše Roscelinove pozicije »glasovnega« nominalizma, ki trdi, da so univerzalije zgolj izgovorjeni glasovi, pač pa ga ohranja v okviru konceptualizma mentalnih konceptov in v tem smislu predhaja moderni fizikalizem. Stvari, npr. kozarci, si niso podobni zato, ker bi bilo njihovo prepoznavanje udeleženo na obstoju transcendentne univerzalije (skrajni realizem ali platonizem) ali na nekem skupnem abstraktnem bistvu (zmerni realizem), temveč so si podobni iz lastnosti slehernega individualnega kozarca samega. Univerzalno spoznanje o njihovi podobnosti, njihovem prepoznanju da gre v vseh primerih za kozarec, pa je mentalni koncept.
Pripisuje se mu vplivno raziskovalno načelo t. i. »ockhamova britev« (ne pomnožuj bitnosti po nepotrebnem), ki pa je avtorsko nedorečeno in starejšega izvora.
V svojih političnih spisih je zagovarjal nevmešavanje papeža v posvetno oblast. Leta 1328 je bil izobčen iz Cerkve. Anglikanska cerkev obeležuje spomin nanj 10. aprila.